# Savage (группа)
Savage — британская хэви-метал-группа из Мэнсфилда (Ноттингемшир), Англия), основанная в 1976 году.
Группа прославилась после выхода песни «Let it Loose», которая в значительной степени повлияла на метал-сцену начала 1980-х годов (позже Metallica перепели его на их демо-записи Whiskey Audition Tape) и позднее дала название их первому альбому, выпущенному в 1983.

## История
Группа была сформирована в 1976 году басистом Крисом Брэдли, вокалистом Крисом Гентом, гитаристом Ли Стэтхэмом и барабанщиком Миком Персивалем, но после первого официального выступления группа распалась и была вновь создана в 1978 году Крисом Брэдли, к которому присоединился гитарист Энди Брэдбери, барабанщик Саймон Доусон и его 15-летний брат, гитарист Энди Доусон. Состав продолжал меняться, так как Энди Бредбери был заменён Уэйном Реншоу, а Саймон Доусон покинул группу. После долгих поисков его заменили Дэйвом Линдли. В этом составе Savage выпустили альбомы-сборники Scene of the Crime (с треком «Let it Loose»), Metal Fatigue и сингл «Ain’t No Fit Place» / «The China Run». Линдли покинул группу вскоре после релиза, и его заменил Марк Браун из группы Tyrant, которая участвовала в создании альбома Scene of the Crime.
В 1981 году Savage удалось выпустить Scene of the Crime и песню Let it Loose, которая в дальнейшим станет их самым известным треком.
В 1982 году Ebony Records взяла группу под своё руководство. Их первым релизом для этого лейбла стал трек для альбома Metal Fatigue. Песня получила хорошие отзывы, поэтому Savage решили выпустить самостоятельный сингл на том же лейбле. Эта работа также хорошо продаётся. В следующем году вышел их дебютный альбом Loose 'N Lethal. Но, несмотря на любовь зрителей, Savage не хватало поддержки лейбла.
В 1984 году группа решает покинуть Ebony Records и подписаться на новый лейбл Zebra Records, который входил в состав Cherry Red Records . В конце года они выпускают свой первый альбом для Zebra Records, 12" EP We Got the Edge. За этим последовал второй альбом под названием Hyperactive, который произвёл фурор своим новым звучанием, но, несмотря на хорошие отзывы, группа не получила прибыли из-за отсутствия поддержки со стороны руководства звукозаписывающей компании. Savage распались в 1986 году и вновь возродились в 1995 году по просьбе фанатов. Как раз в это время набирает популярность такой стиль как гранж. Они выпускают свой третий альбом Holy Wars, который снова получил признание критиков. Далее выходят альбомы Babylon в 1998 году и Xtreme Machine в 2001 году. Затем последовал длительный перерыв. Группа возобновила свою деятельность в 2011 году с новым альбомом Sons of Malice, в создании которого принимали участие основатели и ведущие участники Savage Крис Брэдли и Энди Доусон, а также гитарист Крис Брэдли (сын Криса и племянник Энди) и барабанщик Марк Нельсон.

## Дискография

### Альбомы
- Scene of the Crime (сборник, Suspect Records, 1981)
- Metal Fatigue (сборник, Ebony Records, 1982)
- Loose 'N Lethal (Ebony Records, 1983)
- Hyperactive (Zebra Records[англ.], 1985)
- Holy Wars (Neat Records, 1995)
- Babylon (Neat Records, 1996)
- Xtreme Machine (Neat Records, 2001)
- This Ain’t No Fit Place (сборник, Sanctuary Records, 2002)
- Sons of Malice (Minus2Zebra и Infestdead Records[англ.], 2012 г.)
- 7 (Minus2Zebra, 2015)

### Синглы / EP
- «Ain’t No Fit Place» (Ebony Records, 1982)
- «We Got the Edge» (Zebra Records, 1984)
- «Cardiac» (Black Dragon, 1986)